# S-II
S-II (вимовляється як «Ес-ту») — був другим ступенем ракети «Сатурн V». Його побудувала компанія North American Aviation. Використовуючи рідкий водень (LH2) і рідкий кисень (LOX), він мав п'ять двигунів J-2 у схемі квінкункс. Другий ступінь прискорив Сатурн V через верхні шари атмосфери з потужністю 1 000 000 фунтів-сил тяги.

## Історія

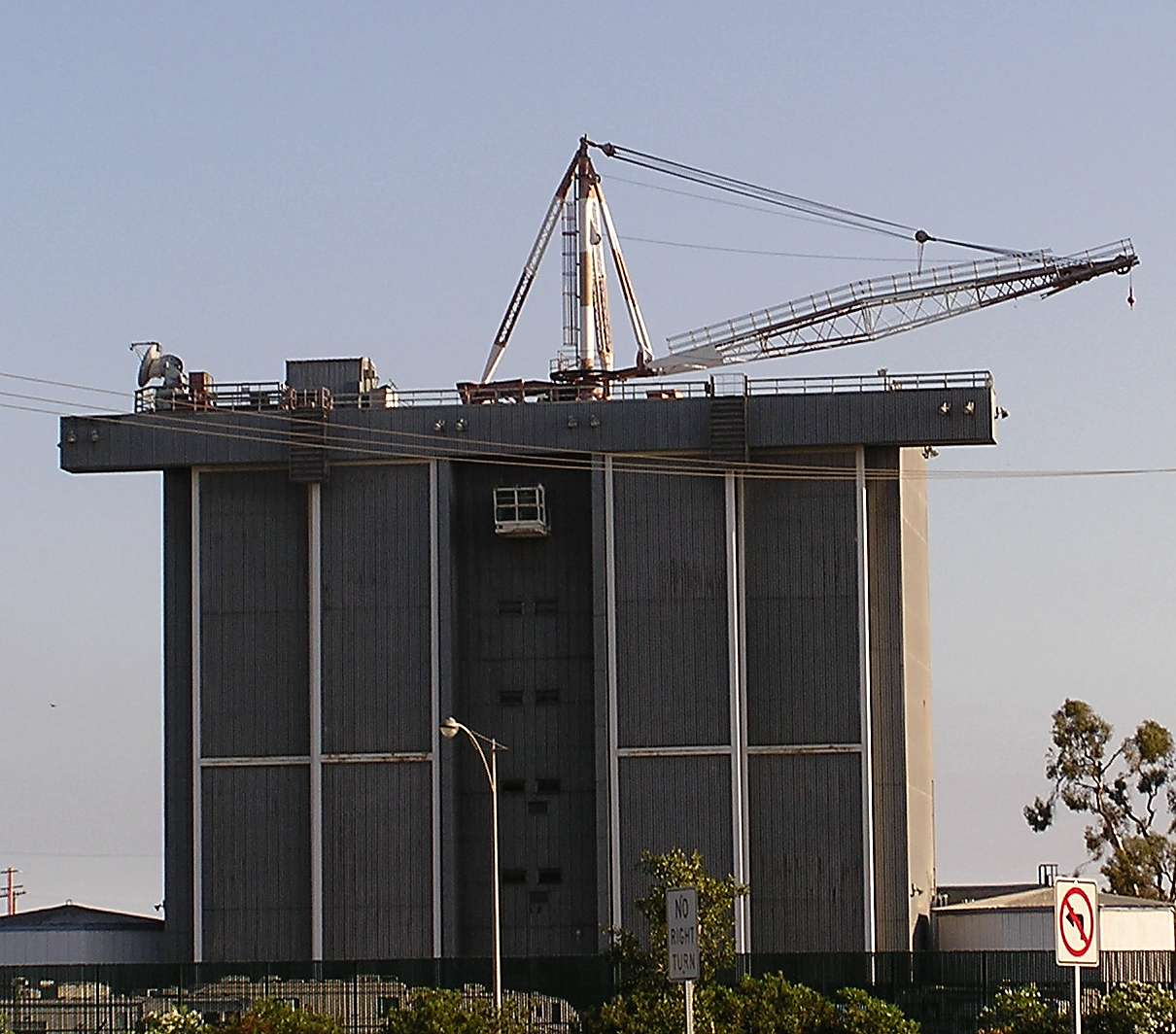
Складальний корпус S-II у Сіл-Біч, Каліфорнія

Початок S-II відбувся в грудні 1959 року, коли комітет рекомендував розробити та побудувати двигун високої тяги, що працює на рідкому водні. Контракт на цей двигун було передано Rocketdyne, і він пізніше отримав назву J-2. Тоді ж почав формуватися дизайн сцени S-II. Спочатку він мав мати чотири двигуни J-2 і був 23 метри у довжину та 6.6 м в діаметрі.
У 1961 році Центр космічних польотів Маршалла почав процес пошуку підрядника для будівництва сцени. З 30 аерокосмічних компаній, запрошених на конференцію, де були викладені початкові вимоги, лише сім подали пропозиції через місяць. Три з них були усунені після того, як їхні пропозиції були досліджені. Однак потім було вирішено, що початкові характеристики всієї ракети були занадто малі, тому було вирішено збільшити розмір використовуваних ступенів. Це викликало труднощі для чотирьох інших компаній, оскільки НАСА ще не визначилося з різними аспектами сцени, включаючи розмір і верхні ступені, які будуть розміщені зверху.
11 вересня 1961 року контракт було укладено з компанією North American Aviation (яка також отримала контракт на командно-сервісний модуль Аполлон), а виробничий завод був побудований урядом у Сіл-Біч, Каліфорнія. Мало виготовити 15 льотних ступенів.
Були також розроблені плани побудови 10 наступних ступенів, S-II-16 до -25, але фінансування для їх складання так і не відбулося. Ці етапи мали б підтримувати пізніші місії Аполлон, включно з програмою застосування Аполлон.

## Конфігурація
При повній заправці палива S-II мав масу близько 480 т (1 060 000 фунт). Апаратне забезпечення становило лише 7,6% ваги — 92,4% — паливо, рідкий водень і рідкий кисень.
У нижній частині знаходилася опорна конструкція, що підтримувала п'ять двигунів J-2 у  п'ятикутному розташуванні. Центральний двигун був фіксованим, тоді як інші чотири мали шарнірний шарнір, подібно до двигунів на S-IC нижче.
Замість використання міжбакового контейнера (порожній контейнер між баками), як S-IC, S-II використовував загальну перегородку (подібну до перегородки ступенів S-IV і S-IVB), яка включала як верхню частину бака LOX, так і дно резервуара LH2. Він складався з двох алюмінієвих листів, розділених стільниковою структурою з фенольних смол. Він ізолював різницю температур 126 °F (70 °C) між двома резервуарами. Використання загальної перегородки дозволило заощадити 3,6 тонни ваги як за рахунок усунення однієї перегородки, так і за рахунок зменшення загальної довжини ступеня. Загальна конструкція перегородки S-II була випробувана в 1965 році на підмасштабному випробувальному резервуарі Common Bulkhead Test Tank (CBTT), виготовленому лише з 2 балонів LH2.
Резервуар LOX являв собою еліпсоїдний контейнер діаметром 10 метрів і висотою 6,7 метра, що містив до 83 000 галонів або 355 000 літрів окислювача. Він був сформований шляхом зварювання 12 стрижнів (великих трикутних секцій) і двох круглих частин для верхньої та нижньої частини. Стрижні були сформовані шляхом розміщення в 211 000-літровому резервуарі з водою з трьома ретельно організованими наборами підводних вибухів для формування кожного стрижня.